# Thomas Dekker (actor)
Thomas Alexander Dekker (Las Vegas, Nevada; 28 de diciembre de 1987) es un actor de cine y televisión y un músico estadounidense. Es cantante y ha escrito y producido dos álbumes. Es conocido por sus papeles como John Connor en Terminator: The Sarah Connor Chronicles, Nick Szalinski en Honey, I Shrunk the Kids: The TV Show y Zach en Héroes. 
Hizo la voz en The Land Before Time V-IX y como Fievel Mousekewitz en An American Tail: The Treasure of Manhattan Island y An American Tail: The Mystery of the Night Monster. Es también conocido por interpretar a Jesse Braun en el remake de 2010 de A Nightmare on Elm Street, y recientemente, Smith en Kaboom.

## Biografía
Dekker nació en Las Vegas, Nevada, de un padre holandés y una madre galesa. Su madre es una concertista de piano, profesora de actuación, actriz, y cantante. Su padre es un artista, diseñador, cantante de ópera y actor. De niño, él y sus padres fueron por todo el mundo, pasando por Estados Unidos, Europa (Yorkshire, Inglaterra en particular) y Canadá. Tiene una media hermana llamada Diana y un medio hermano llamado Erik.

## Carrera

### Primeros años
Comenzando su carrera a los seis años de edad, Dekker fue visto por primera vez en The Young and the Restless. Luego apareció en Star Trek Generations, y Village of the Damned. Luego, en 1997, se convirtió en regular en el programa Honey, I Shrunk the Kids: The TV Show basado en la película del mismo nombre donde interpretó a Nick Szalinski durante tres años. Después que el programa terminara en el 2000, apareció en Run of the Hous, Fillmore!, CSI: Crime Scene Investigation, House, Boston Public, Reba y 7th Heaven. 
Apareció en películas como Campus Confidential y An American Tail: The Mystery of the Night Monster. Ha ganado tres Premios Young Artist por su trabajo en The Land Before Time y una aparición de invitado en Boston Public.

### 2006-presente

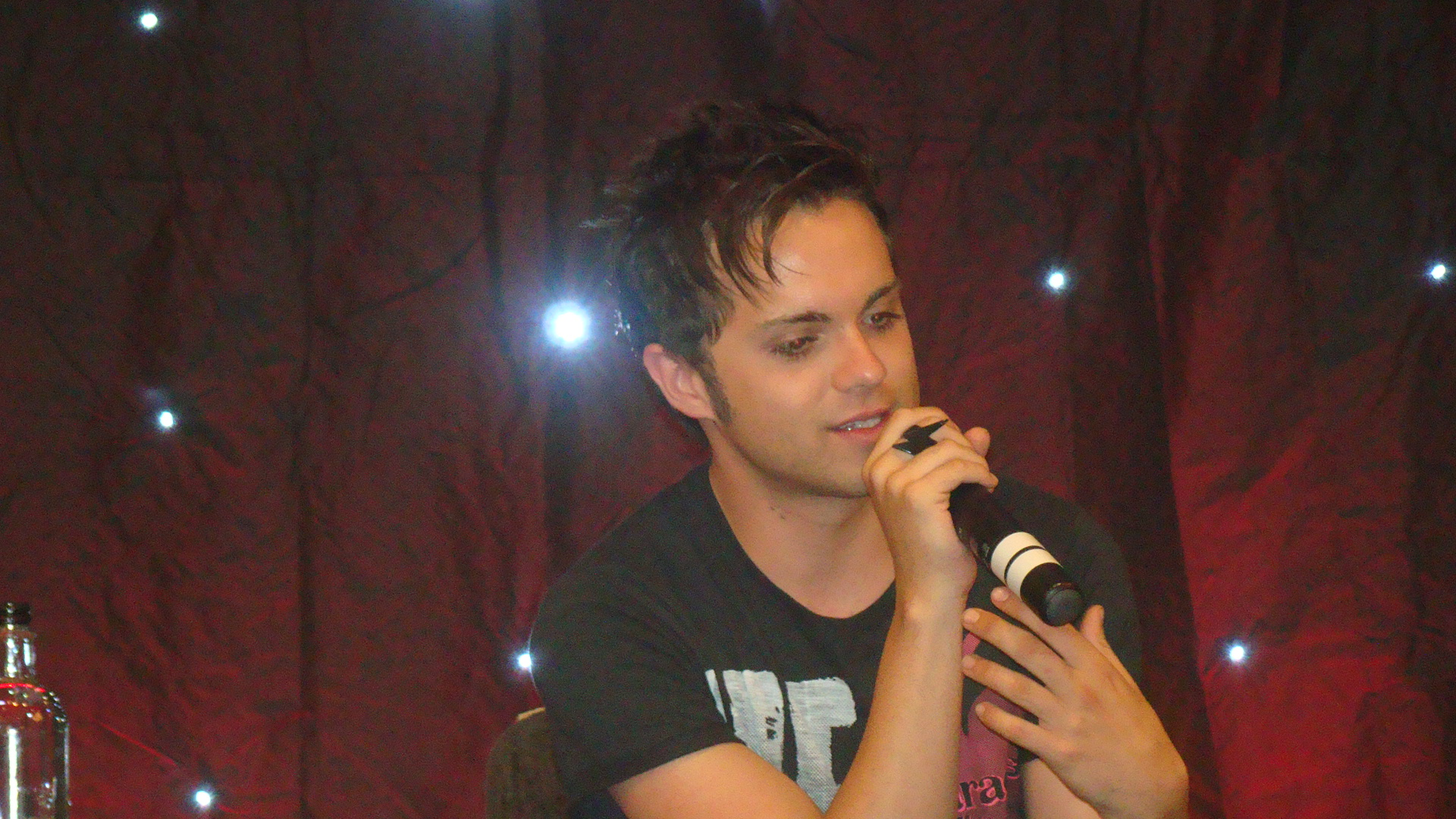
Dekker cantando en 2011.

Dekker consiguió el papel en Héroes interpretando a Zach (el mejor amigo de Claire Bennet). Interpretó a Zach durante once episodios antes de dejar Heroes para tomar el papel en Terminator: The Sarah Connor Chronicles como John Connor, con Lena Headey y Summer Glau. Ese programa debutó el 13 de enero de 2008, y fue cancelado el 18 de mayo de 2009. Dekker actualmente interpreta a Nate Palmer en la serie de ciencia ficción IQ-145.
En 2009, Dekker apareció en From Within, una película filmada en 2007, y My Sister's Keeper, un drama que protagonizó junto a Cameron Diaz, Alec Baldwin, Abigail Breslin y Sofia Vassilieva.
Los papeles recientes incluyen Laid to Rest, All About Evil, Slaughter's Road y Cinema Verite. 
Protagonizó en el remake de A Nightmare on Elm Street, lanzada el 30 de abril de 2010. Su personaje era Jesse Braun, basado en el personaje Rod Lane en la original.
Dekker protagonizó la película de Gregg Araki Kaboom. 
En abril de 2011, Dekker protagonizó como Lance Loud en Cinema Verite, sobre la creación de la serie estadounidense An American Family.
A partir de 2011, ha sido elegido como Adam, el protagonista masculino en The Secret Circle.
En 2016, Dekker personificó a Klaus en "Welcome to Willits", dirigida por Trevor Ryan y que se estrenará en 2017. A su vez, Dekker dirigió las películas "Whore" (2008) y "Jack Goes Home" (2016).

## Vida personal

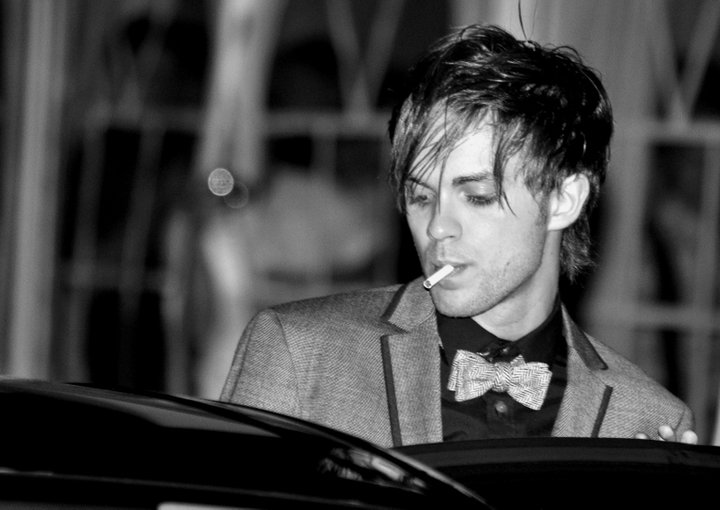
Thomas en el Festival de Deauville, 2010.

Dekker ha dicho que durante gran parte de su infancia fue víctima de abuso sexual. En sus años adolescentes, lo que le provocó graves traumas lo que le influyo para que "causara problemas en Las Vegas", y fue arrestado "cinco o seis veces".
Dekker estuvo involucrado en un accidente de auto el 15 de octubre de 2009, donde chocó a un ciclista de 17 años por una carrera en una vía de acceso de autopista. Fue originalmente acusado de dos cargos de delito mayor de DUI, el cargo se redujo a un cargo de delito menor de conducción temeraria cuando se descubrió que el ciclista tuvo la culpa. Se declaró inocente, y fue sentenciado a una multa de 300 dólares y dos años en libertad condicional informal, y se le ordenó a asistir a una clase de alcohol de 12 horas. Dekker es vegano.
El 20 de abril de 2011, en una entrevista con la revista Out, Dekker habló sobre su sexualidad, que ha sido un tema de especulación, y la posibilidad de involucrarse con hombres.

Sólo tuve relaciones con mujeres, pero realmente no estoy cerrado a ello. Sí hay posibilidades de poder hacer algo en la vida, ¿Dirías que nunca tomarías algo? En mis últimos años de adolescencia tenía mucho sexo. Fue terrible. Nunca tuve realmente una relación, en absoluto. Durante la pubertad, es todo sobre sexo, y es todo sobre descubrirte a ti mismo. Creo que se me fue la mano cuando era más joven.

El 14 de julio de 2017, Dekker admitió públicamente su homosexualidad y aseguró que estaba casado con un hombre. Esta revelación fue gatillada por unos comentarios hechos por el productor Bryan Fuller, quien habló sobre la sexualidad de Dekker —sin su consentimiento— en un panel de discusión del festival Outfest unos días antes.

## Filmografía
| Año  | Película                                 | Notas           |
| ---- | ---------------------------------------- | --------------- |
| 1994 | Star Trek Generations                    |                 |
| 1995 | Village of the Damned                    |                 |
| 2002 | Hilfe, ich bin ein Junge                 |                 |
| 2006 | Simple Joys                              | Cortometraje    |
| 2007 | From Whitin                              | Película Terror |
| 2009 | Laid to Rest                             |                 |
| 2009 | My Sister's Keeper Como 'Taylor Ambrose' | Drama           |
| 2010 | A Nightmare on Elm Street                |                 |
| 2010 | All About Evil                           |                 |
| 2010 | Kaboom (película)                        |                 |
| 2011 | Angels Crest                             |                 |
| 2011 | ChromeSkull: Laid to Rest 2              |                 |
| 2011 | Foreverland                              |                 |
| 2012 | The Good Lie                             |                 |
| 2012 | My Eleventh                              | Producción      |
| 2013 | Snap                                     | Producción      |
| 2013 | Squatters                                | Producción      |

## Televisión
| Año       | Serie                                   | Rol                     |
| --------- | --------------------------------------- | ----------------------- |
| 1993      | The Young and the Restless              | Phillip Chancellor      |
| 1994      | The Nanny                               | Hijo de J.B. Bingington |
| 1994-1995 | Seinfeld                                | Bobby                   |
| 1995      | Star Trek: Voyager                      | Henry Burleigh          |
| 1996      | Caroline in the City                    | Joven Richard           |
| 1997      | The Weird Al Show                       | Hijo                    |
| 1997      | Extreme Ghostbusters                    | Rage (voz)              |
| 1997-2000 | Honey, I Shrunk the Kids: The TV Show   | Nick Szalinski          |
| 2000      | Touched by an Angel                     | Dennis                  |
| 2000      | Grosse Pointe                           | Leslie Chupak           |
| 2001      | Family Guy                              | Voz                     |
| 2001      | Jackie Chan Adventures                  | Joven Valmont           |
| 2002      | The Mummy: The Animated Series          | Simon Montgomery        |
| 2002      | Family Affair                           | Jeremy                  |
| 2003      | Run of the House                        | Seth                    |
| 2003      | Filmore!                                | James Heron             |
| 2003      | Boston Public                           | Julien McNeal           |
| 2004      | CSI: Crime Scene Investigation          | Jimmy Jones             |
| 2005      | 7th Heaven                              | Vincent                 |
| 2005      | Campus Confidential                     | Brett                   |
| 2005      | Reba                                    | Buzzer                  |
| 2006      | House                                   | Boyd                    |
| 2006      | Shark                                   | Ben Channing            |
| 2006-2007 | Héroes                                  | Zach                    |
| 2008-2009 | Terminator: The Sarah Connor Chronicles | John Connor             |
| 2011      | Cinema Verite                           | Lance Loud              |
| 2011-2012 | The Secret Circle                       | Adam Conant             |

## Premios

### Premios Young Artist
| Año  | Categoría                                       | Película                                           | Resultado |
| ---- | ----------------------------------------------- | -------------------------------------------------- | --------- |
| 1999 | Mejor Actuación en Serie de Comedia en TV       | Honey, I Shrunk the Kids: The TV Show              | Nominado  |
| 2000 | Mejor Actuación en Serie de Comedia en TV       | Honey, I Shrunk the Kids: The TV Show              | Ganador   |
| 2001 | Mejor Actuación en una Narración: TV/Cine/Vídeo | An American Tail: The Mystery of the Night Monster | Ganador   |
| 2003 | Mejor Actuación en un Papel de Voz              | The Land Before Time IX: Journey to the Big Water  | Ganador   |
| 2004 | Mejor Actuación en una Serie de Televisión      | Boston Public                                      | Ganador   |

### Solstice Film Festival
| Año  | Categoría   | Película    | Resultado |
| ---- | ----------- | ----------- | --------- |
| 2008 | Mejor actor | From Within | Ganador   |

## Discografía

### Álbumes de estudio
- Psyanotic (2008)
- Protean (TBA)

## Bandas sonoras
- De The Land Before Time V: The Mysterious Island:

- 1997: "Friends for Dinner", "Always There", "Big Water"

- De An American Tail: The Treasure of Manhattan Island:

- 1998: "Anywhere in Your Dreams"

- De The Land Before Time VI: The Secret of Saurus Rock:

- 1998: "Bad Luck", "The Legend of the Lone Dinosaur", "On Your Own"

- De An American Tail: The Mystery of the Night Monster:

- 1999: "Get the Facts", "Who Will"

- De The Land Before Time VII: The Stone of Cold Fire:

- 2000: "Beyond the Mysterious Beyond", "Good Inside"

- De The Land Before Time VIII: The Big Freeze:

- 2001: "Family", "The Lesson"

- De The Land Before Time IX: Journey to the Big Water:

- 2002: "Imaginary Friends", "No One Has to Be Alone", "Chanson D'Ennui", "Big Water"

- De 7th Heaven:

- Del episodio Red Socks
- 2005: "Ac-Cent-Tchu-Ate the Positive"
- 2008: "From Within"